# Janice Jakait

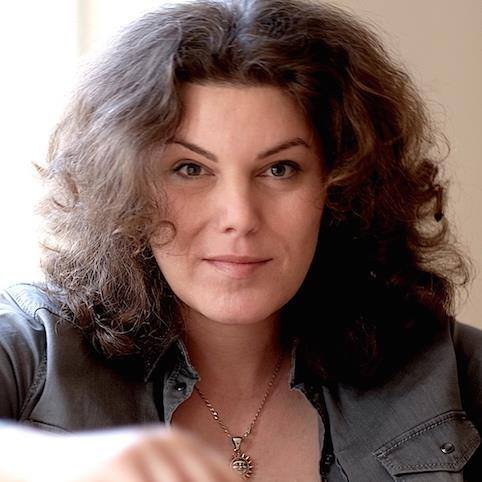
Janice Jakait Februar 2015

Janice Jakait (* 1977 in Lengefeld) ist eine deutsche Ozeanruderin, Sachbuchautorin und ehemalige IT-Beraterin. Sie hat als erste Deutsche allein und ohne Begleitboot in einem Ruderboot den Atlantik überquert. Genau 90 Tage nach ihrem Start am 23. November 2011 in Portimão, Portugal, erreichte sie am 21. Februar 2012 nach ca. 6500 Kilometern ihr Ziel auf Barbados.

## Row for silence
Janice Jakait ruderte unter dem Projekt Row for silence – Rudern für die Stille und arbeitete dabei mit der Organisation OceanCare zusammen. Ziel der Aktion war es, auf das Thema Unterwasserlärm hinzuweisen, der auf viele Meereslebewesen, insbesondere Meeressäuger und Fische, dramatische Auswirkungen hat. Wie im April 2012 in einer Radiosendung im Hessischen Rundfunk bekanntgegeben, plant sie dazu weitere Projekte: die Überquerung des Pazifiks und des Indischen Ozeans.
Jakaits Boot, die Bifröst (schwankende Himmelsstraße aus der germanischen Mythologie), misst ca. sieben Meter in der Länge und zwei Meter in der Breite. Konstruiert wurde es 2007 aus Glas- und Kohlenstofffaserverbundwerkstoffen. Es hat ein Leergewicht von 275 kg. Das Startgewicht bei der Atlantiküberquerung betrug ca. 1080 kg, davon waren etwa 250 kg Lebensmittel.